# HOWLING (abingdon boys schoolの曲)
「HOWLING」（ハウリング）は、abingdon boys schoolの2枚目のシングル。 2007年5月16日発売。発売元は エピックレコードジャパン。

## 解説
- MBS・TBS系アニメ『DARKER THAN BLACK -黒の契約者-』オープニング・テーマ。
- カップリングには前作に続き、英語詞曲。
- 初回盤は、通常盤と異なる4大特典付。

1. 描き下ろしイラスト付「DARKER THAN BLACK -黒の契約者-」設定資料
2. 抽選プレゼント用応募券封入（アルバムまで連動）
3. absオリジナルスクールエンブレムステッカー封入
4. 壁紙・スクリーンセーバーがダウンロードできるパスワード入りチラシ（2007年5月31日まで）

## 収録曲
全曲　作詞:西川貴教　作曲:柴崎浩　編曲:abingdon boys school　
1. HOWLING
MBS・TBS系アニメ『DARKER THAN BLACK -黒の契約者-』オープニングテーマ。
2. NERVOUS BREAKDOWN

## 収録アルバム
- Teaching Materials（#1,2）
- abingdon boys school（#1 リミックスバージョン）
- DARKER THAN BLACK －黒の契約者－ 劇伴（#1 TVサイズ）

## 参加ミュージシャン
- 長谷川浩二：ドラム（#1,2）
- IKUO：ベース（#1,2）
- Lynne Hobday：Female Voice（#1）

## カバー
HOWLING
- GYROAXIA　- カバーアルバム「ARGONAVIS Cover Collection -Marble-」（2021年11月17日発売）に収録。